# 9651 Арії-СооГоо
9651 Арії-СооГоо (1996 AJ, 1990 OH3, 1990 RT10, 9651 Arii-SooHoo) — астероїд головного поясу, відкритий 7 січня 1996 року.
Тіссеранів параметр щодо Юпітера — 3,470.